# Pie-Eyed
Pie-Eyed est un film américain réalisé par Scott Pembroke et Joe Rock, sorti en 1925.
Il a été réalisé au cœur de la période de la prohibition, et traite le sujet de façon humoristique.

## Synopsis
Stanley est membre de la Nouvelle Société de Tempérance, mais il veut se renseigner sur les méfaits de l'alcool. Il erre dans un bar clandestin, une bouteille de whisky à la main.
Le patron, un ancien boxeur, lui ordonne de s'asseoir et de bien se tenir. Stan reçoit un œil au beurre noir et le steak commandé lui est servi.
Il observe un jeune couple à la table voisine qui joue des tours avec une cuillère. Il essaie de l'imiter et catapulte une cuillère dans le dos de la robe de la jeune fille. Il s'approche et plonge la main pour chercher sa cuillère. Il la récupère et elle le repousse, le faisant atterrir dans l'orchestre. Il casse le trombone. Le patron arrive et lui adresse un nouvel avertissement.

## Fiche technique
- Titre en français : Picotin noctambule
- Réalisation : Scott Pembroke et Joe Rock
- Scénario : Tay Garnett
- Photographie : Edgar Lyons
- Durée : 18 minutes
- date de sortie : 30 mars 1925

## Distribution
- Stan Laurel : Stanley l'ivrogne
- Glen Cavender : Jack Tinney le gérant du Night Club
- Thelma Hill : Mrs Tinney, fille au club
- Budd Fine : : le policier